# Friedrich August Biener
Friedrich August Biener (* 5. Februar 1787 in Leipzig; † 2. Mai 1861 in Dresden) war ein deutscher Rechtswissenschaftler. Biener war von 1810 bis 1834 Professor der Rechte an der Universität Berlin.

## Leben
Sein Vater Christian Gottlob Biener (1748–1828) war Professor der Rechte an der Universität Leipzig und wurde zum sächsischen Hof- und Oberhofgerichtsrat ernannt. Friedrich August Biener besuchte die Nikolaischule in Leipzig und studierte Rechtswissenschaften an der Leipziger Universität und an der Universität Göttingen. 1804 promovierte er zum Doktor der Rechte und habilitierte sich an der Leipziger Universität als Privatdozent.
Mit der Gründung der Universität Berlin 1810 erhielt er eine Berufung als ordentlicher Professor der Rechte an deren Juristische Fakultät. Nachdem Gustav von Hugo, Georg Arnold Heise und Christian Gottlieb Haubold eine Berufung nach Berlin abgelehnt hatten, setzte sich Friedrich Carl von Savigny für Biener ein, den er in einem Schreiben vom August 1810 an Georg Heinrich Ludwig Nicolovius empfahl. Er lobte ihn als vielseitigen Juristen von sehr gründlicher Richtung. Biener kündigte für das Wintersemester 1810 Vorlesungen in Lehnsrecht und Kriminalrecht an. Noch im gleichen Jahr wurde er zum ersten Dekan der Juristischen Fakultät der Universität Berlin gewählt, ein Amt, das er auch in den Jahren 1814/15, 1818/19, 1822/23 und 1828/29 ausübte. Im Laufe der Zeit erweiterte er seine Seminare und unterrichtete auch Strafprozessrecht und Rechtsgeschichte. Für seine Verdienste erhielt er 1829 den Charakter als Geheimer Justizrat. Seit 1832 durch Krankheit in der Ausübung seines Lehramtes behindert, ließ er sich 1834 emeritieren.
1834 ging als Privatmann nach Dresden. Er verfasste weiterhin juristische Werke und war publizistisch tätig. In Dresden verstarb er am 2. Mai 1861 im Alter von 74 Jahren. Seine umfangreiche Bibliothek und ein Teil seines schriftlichen Nachlasses gelangte an die Universitätsbibliothek Leipzig. Für eine Blindenanstalt stiftete er 87.000 Taler. Ihm zu Ehren wurde 1908 im Leipziger Stadtteil Neulindenau eine Straße, die Bienerstraße, benannt.

## Veröffentlichungen (Auswahl)
- Dissertationi de differentiis viae, itineris et actus genuinis. Leipzig 1804.
- Historia authenticarum Codicis repetitae praelectionis et institutionibus Iustiniani A. insertarum. Leipzig 1807.
- D. Justiniani institutionum libri IV. Corpus iuris civilis, Institutiones. Berlin 1812. (Digitalisat.)
- Grundriss der juristischen Litterar-Geschichte zum Behuf der Vorlesungen. Berlin 1822 (Digitalisat.)
- Geschichte der Novellen Justinian’s. Berlin 1824. (Digitalisat.)
- Beiträge zu der Geschichte des Inquisitions-Processes und der Geschworenen-Gerichte. Leipzig 1827. (Digitalisat.)
- Opuscula academica. 2 Bände, Leipzig 1830. (Digitalisat. Band 1); (Digitalisat. Band 2)
- Beiträge zur Revision des Justinianischen Codex. Berlin 1833. (Digitalisat.)
- Über die neueren Vorschläge zur Verbesserung des Criminalverfahrens in Deutschland. Berlin 1844. (Digitalisat.)
- Abhandlungen aus dem Gebiete der Rechtsgeschichte. 2 Bände, Leipzig 1846–1848. (Digitalisat. Band 1); (Digitalisat. Band 2)
- Das englische Geschworenengericht. 3 Bände, Leipzig 1852–1855. (Digitalisat. Band 1); (Digitalisat. Band 2); (Digitalisat. Band 3)
- Wechselrechtliche Abhandlungen. Leipzig 1859. (Digitalisat.)